# Hiéroglyphe égyptien G28
L'ibis falcinelle, en hiéroglyphes égyptiens, est classifié dans la section G « Oiseaux » de la liste de Gardiner ; il y est noté G28. 

## Représentation
Il représente un ibis falcinelle (Plegadis falcinellus) courbé. Il est translittéré gmw ou gm.

## Utilisation
| G28 | m | W | G41 · Z2 |

| G28 | m | W | G41 · Z2 |

d'où découle son utilisation comme phonogramme bilitère de valeur gm.

## Exemples de mots
| n · G8 | m | O50 · y |

| n · G8 | m | O50 · y |

| G28 | m |

| G28 | m |

| G28 | m | H | D4 |

| G28 | m | H | D4 |